# Dachgaube

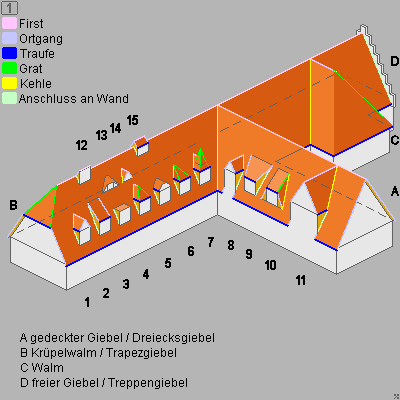
Bezeichnungen am Dach:
1 Giebelgaube
2 Schleppgaube
3 Flachdachgaube
4 Walmgaube mit First
5 Gaube mit Bogendach
6 Walmgaube
7 Gaube mit zeltdachförmigem Dachaufbau
8 Zwerchhaus
9 schräge Schleppgaube
10 liegende Schleppgaube
11 Zwerchhaus mit Kreuzdach
12 einseitiger Dachreiter
13 Fledermausgaube
14 Dreiecksgaube
15 Dachreiter

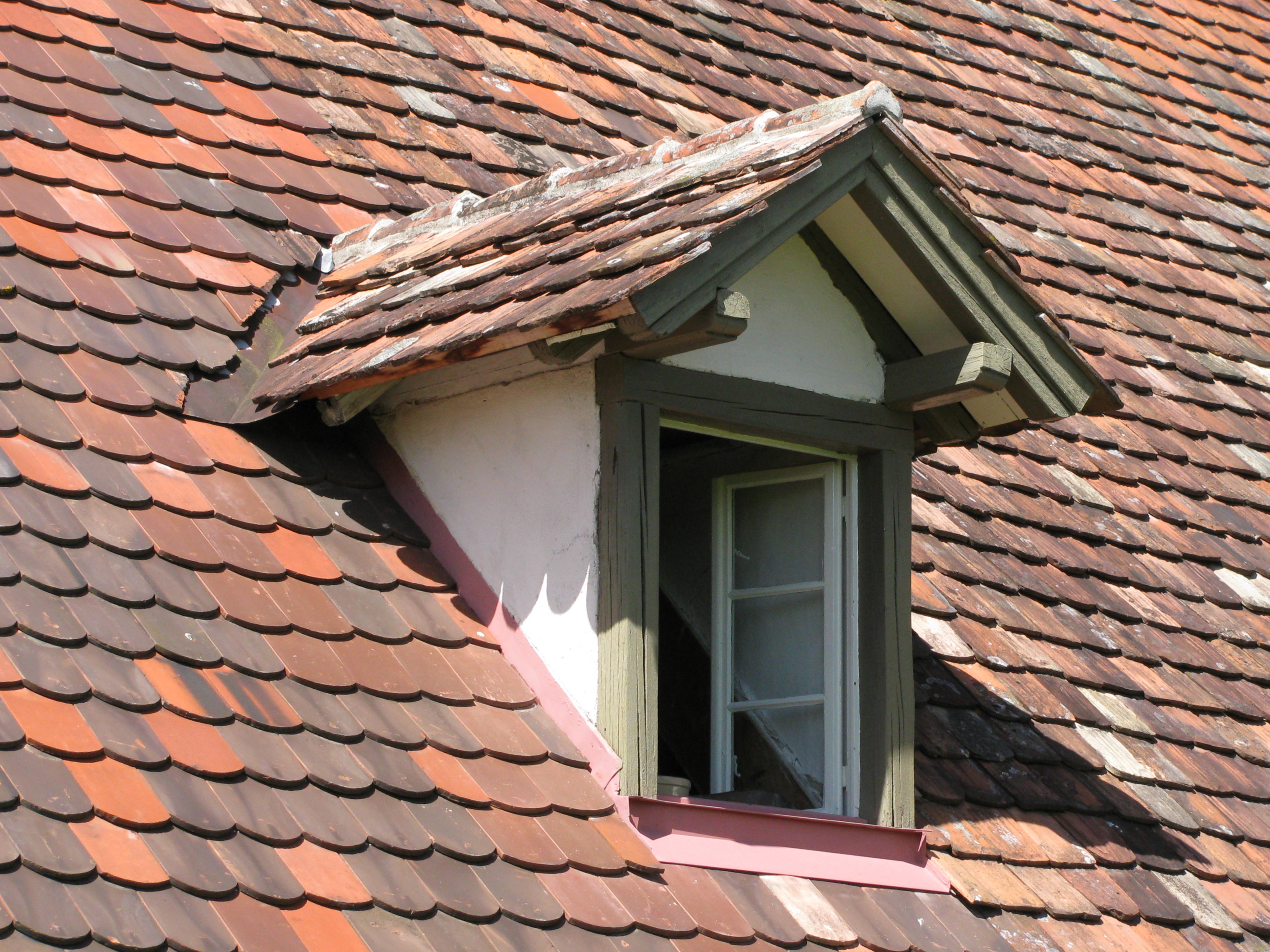
Dachgaube (Giebelgaube)

Eine Dachgaube, kurz Gaube (auch Dachgaupe, Gaupe), in Teilen Österreichs auch Dachkapfer und in der Schweiz Lukarne genannt, ist ein Dachaufbau im geneigten Dach eines Gebäudes.
Die Dachgaube dient zur Belichtung und Belüftung des Dachraumes. Zu diesem Zweck befinden sich in den Gauben von Wohngebäuden im Allgemeinen Fenster. Gleichzeitig vergrößert eine Gaube den nutzbaren Raum im Dachgeschoss.
Die Stirnseite der Dachgaube ist von der Dachtraufe des Hauptdaches in Richtung des Dachfirstes zurückgesetzt und hat keine konstruktive Verbindung zur darunterliegenden Außenwand.

## Begriffe und Begriffsherkunft
Der Begriff Gaube ist ursprünglich ein fränkischer Dialektausdruck für einen kleinen, in Querrichtung auf dem Dach sitzenden Aufbau mit senkrechter Fensteröffnung.
Ein früherer – noch Ende des 18. Jahrhunderts gebräuchlicher – Begriff war Dachnase.
Der Begriff Lukarne stammt vom französischen lucarne.

## Formen von Dachgauben
Dachgauben besitzen im Allgemeinen ein Gaubendach und einen Giebel, angelehnt an die Form des Hauptdaches, also zum Beispiel ein Satteldach oder ein Walmdach mit einem Dachfirst und zwei waagrechten, seitlichen Dachtraufen. Man spricht dann auch von Sattel(dach)gauben oder Walm(dach)gauben. Wenn die Giebelwand der Gaube oberhalb des Satteldaches der Gaube endet, redet man auch von Giebelgauben. Diese häufigsten Gaubentypen besitzen immer zwei Gaubenwangen, auch Dachbacken genannte Seitenwände in der Form von rechtwinkligen Dreiecken. Charakteristisch für eine Gaube ist, dass keine ihrer Seiten in Verbindung mit dem beispielsweise gemauerten Baukörper steht, der das eigentliche Haus darstellt. Eine Gaube baut konstruktiv immer auf dem Dach auf.

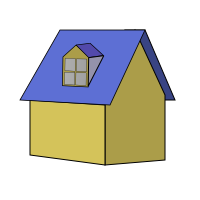
Giebelgaube
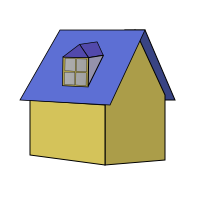
Walmgaube
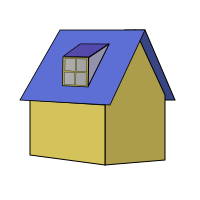
Schleppgaube (gerade)
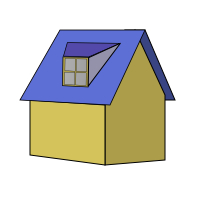
Schleppgaube (schräg)
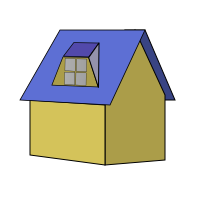
Schleppgaube (liegend), Trapezgaube
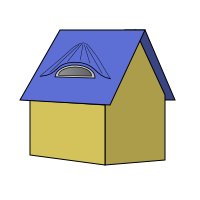
Fledermausgaube
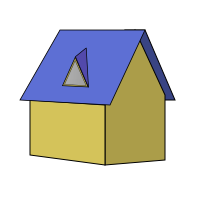
Spitzgaube
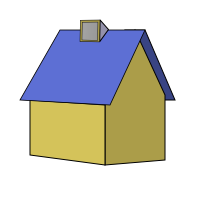
Dachreiter

Für sehr breite Schleppgauben und Fledermausgauben werden die Bezeichnungen Dachhecht, Hechtgaube oder Hechtfenster verwendet.
Unter den o. g. Formen der verschiedenen Gaubenformen gibt es zahlreiche Zwischenformen und teilweise phantasievolle Sondergestaltungen.
In neuerer Zeit werden auch vermehrt Dachgauben mit einem Flachdach gebaut, genau genommen handelt es sich meist um ein sehr flach nach „hinten“ geneigtes Dach, oft mit einer Metalleindeckung, welches nach hinten – also zur Hauptdachfläche hin – über eine Kehle entwässert wird.

Beispiele
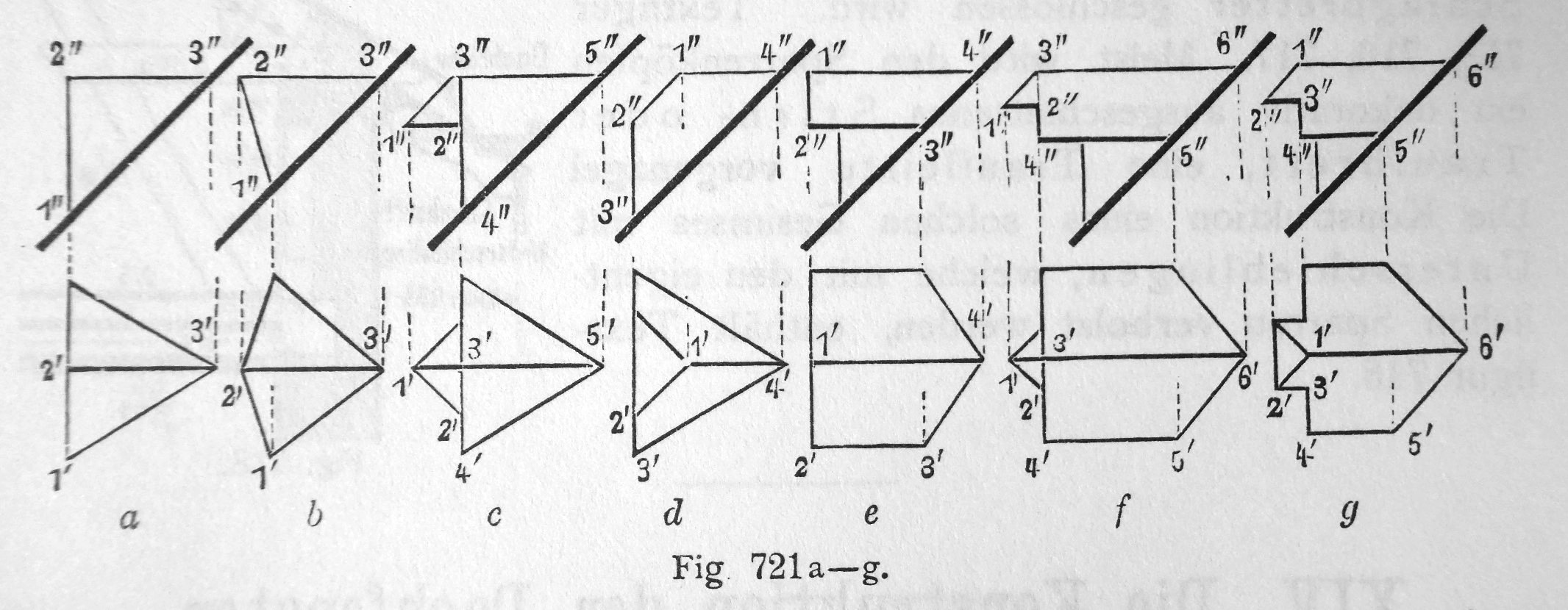
Verschiedene Giebelgauben (Franz Stade, 1904[8])
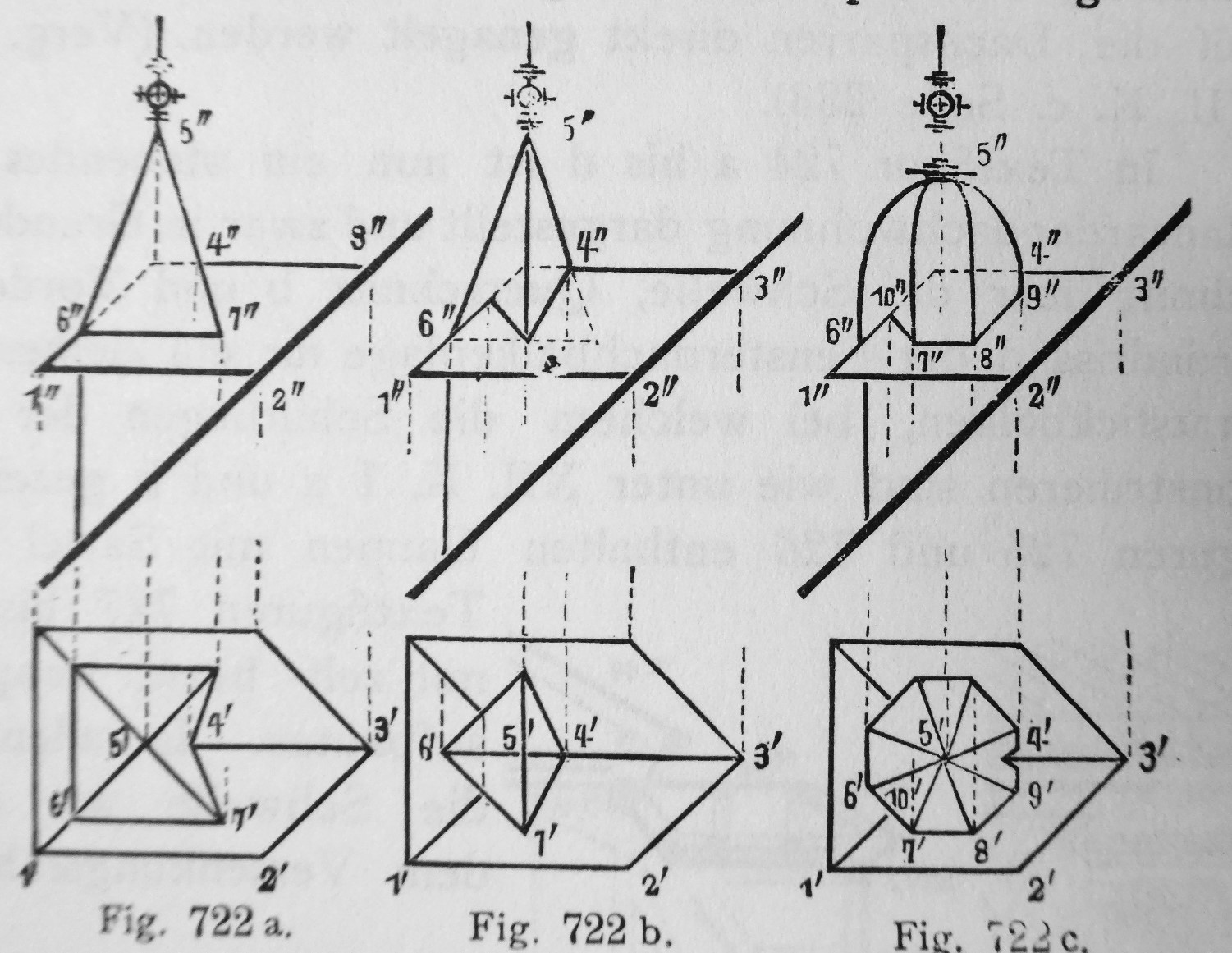
Gründerzeitliche Giebelgauben mit zeltdachförmigen Aufbauten (Franz Stade, 1904[8])
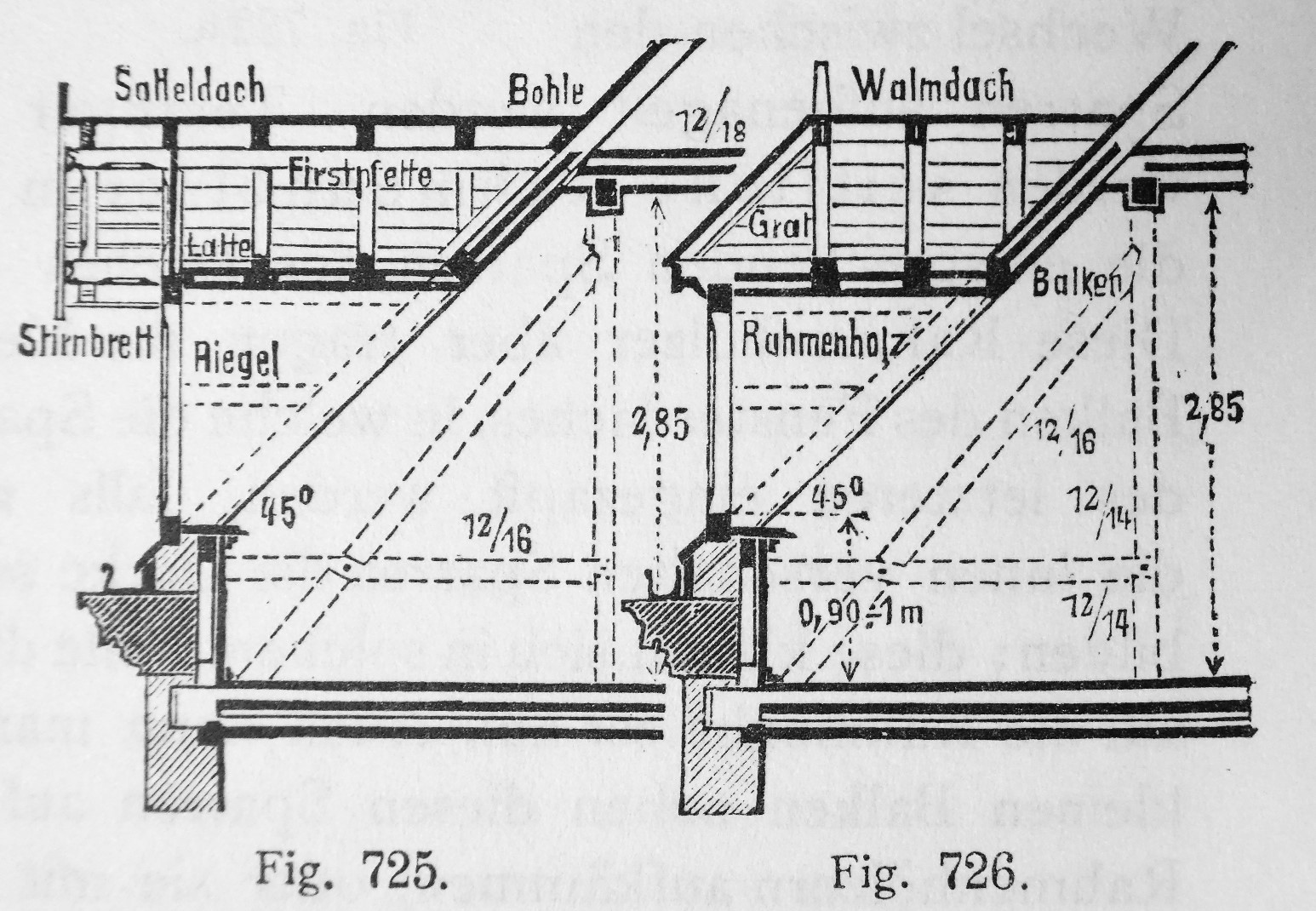
Historische Giebelgauben, Konstruktion im Längsschnitt (Franz Stade, 1904[8])
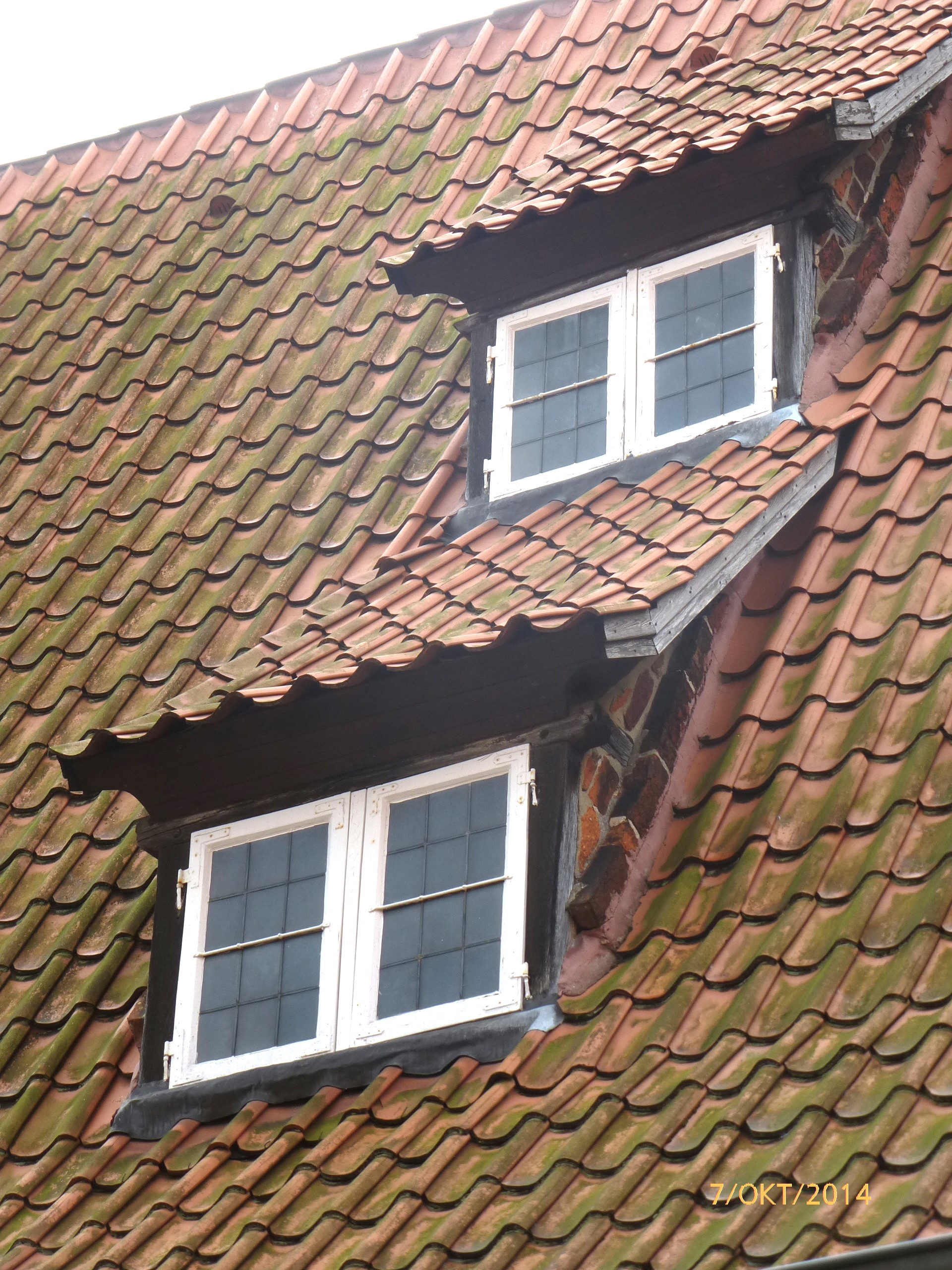
Schleppgauben (Kloster Lüne)
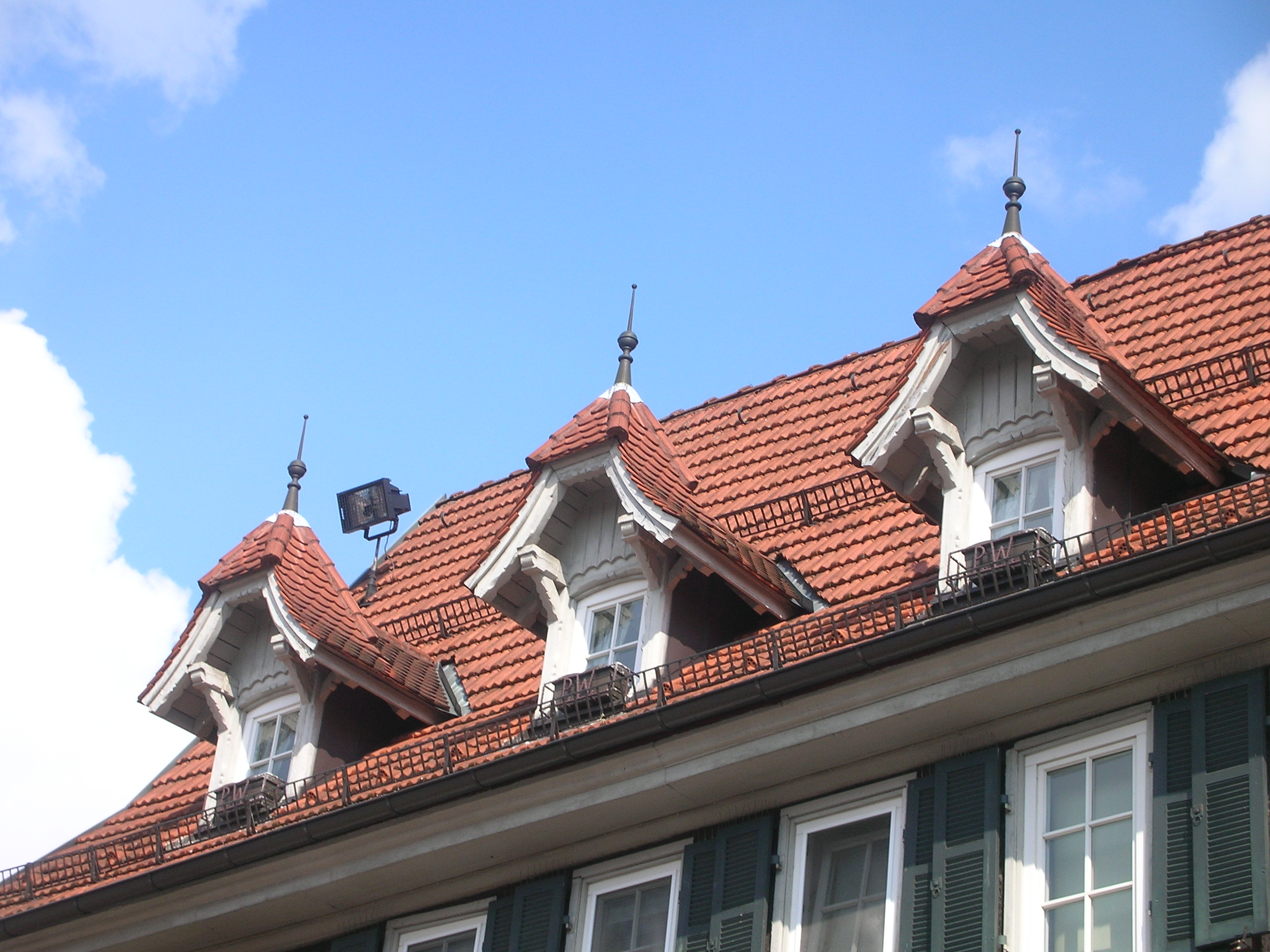
Historistische Giebelgauben mit Kurzwalm am Wohnhaus der Barbara Künkelin in Schorndorf
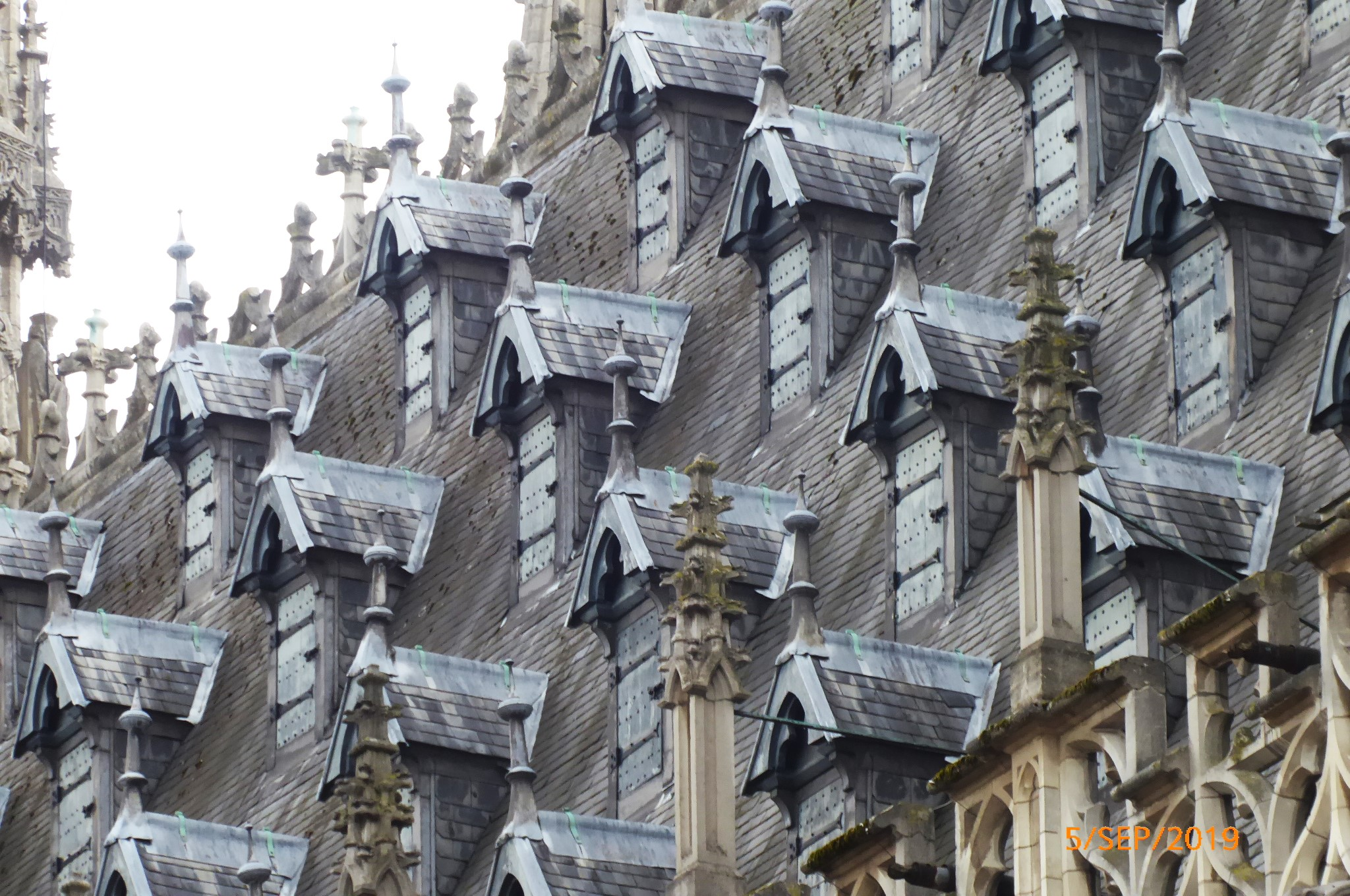
Giebelgauben als repräsentatives Ziermotiv auf dem Rathaus von Löwen
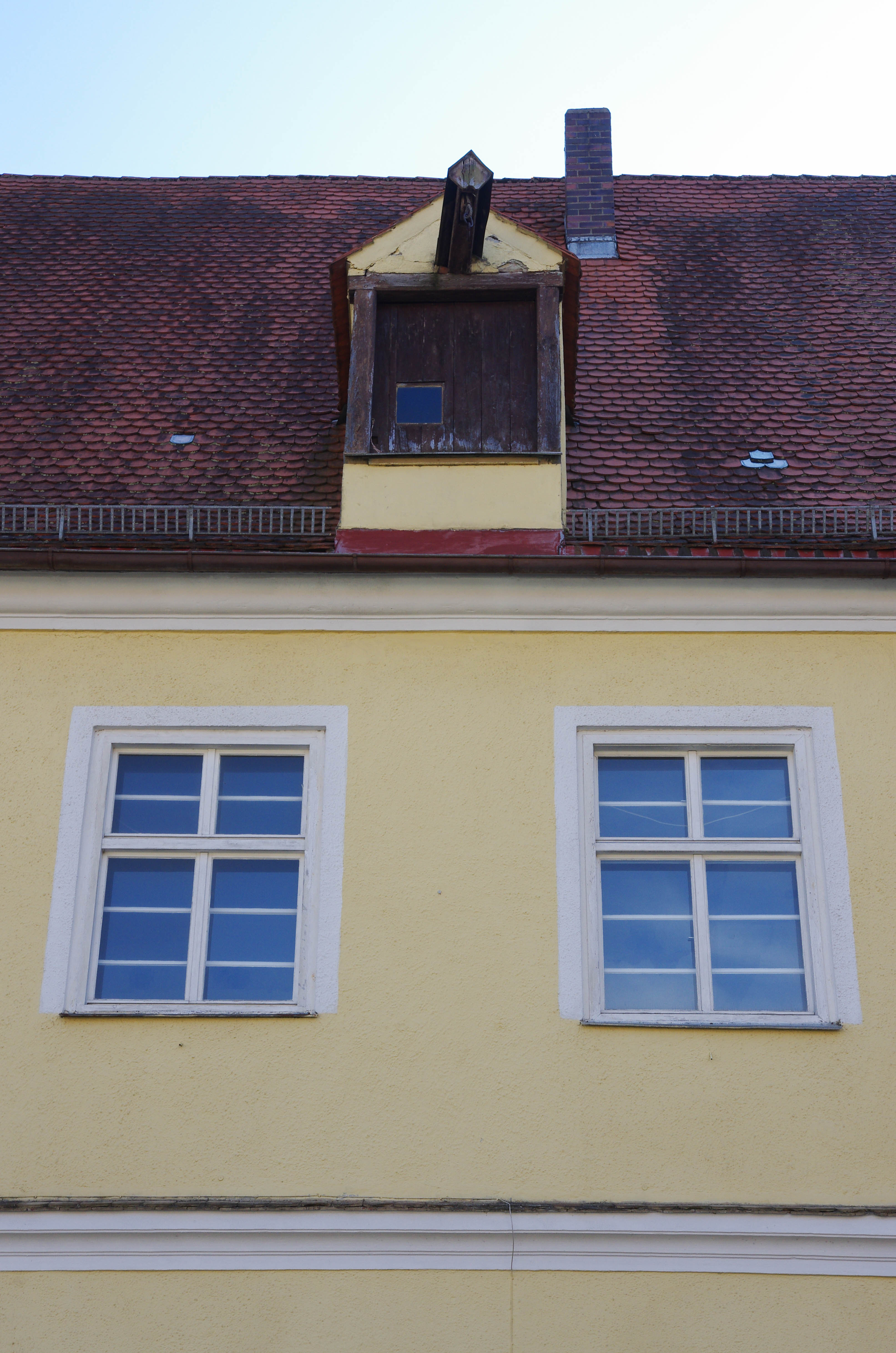
Giebelgaube in der Funktion eines Lastenaufzugs mit Kranbalken; Klosterrichterhaus im Kloster Kaisheim
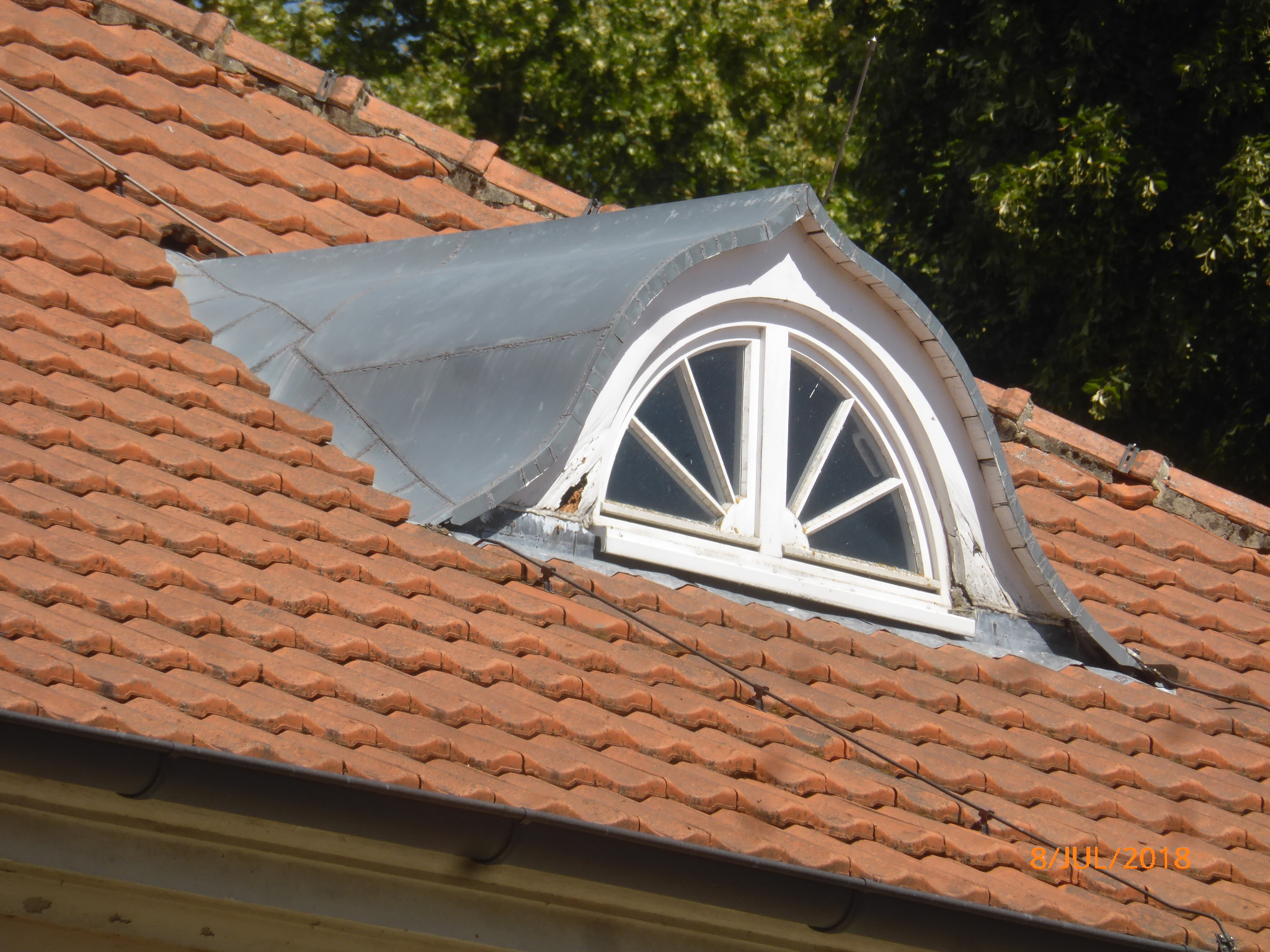
Rundgaube (Schloss Beberbeck)
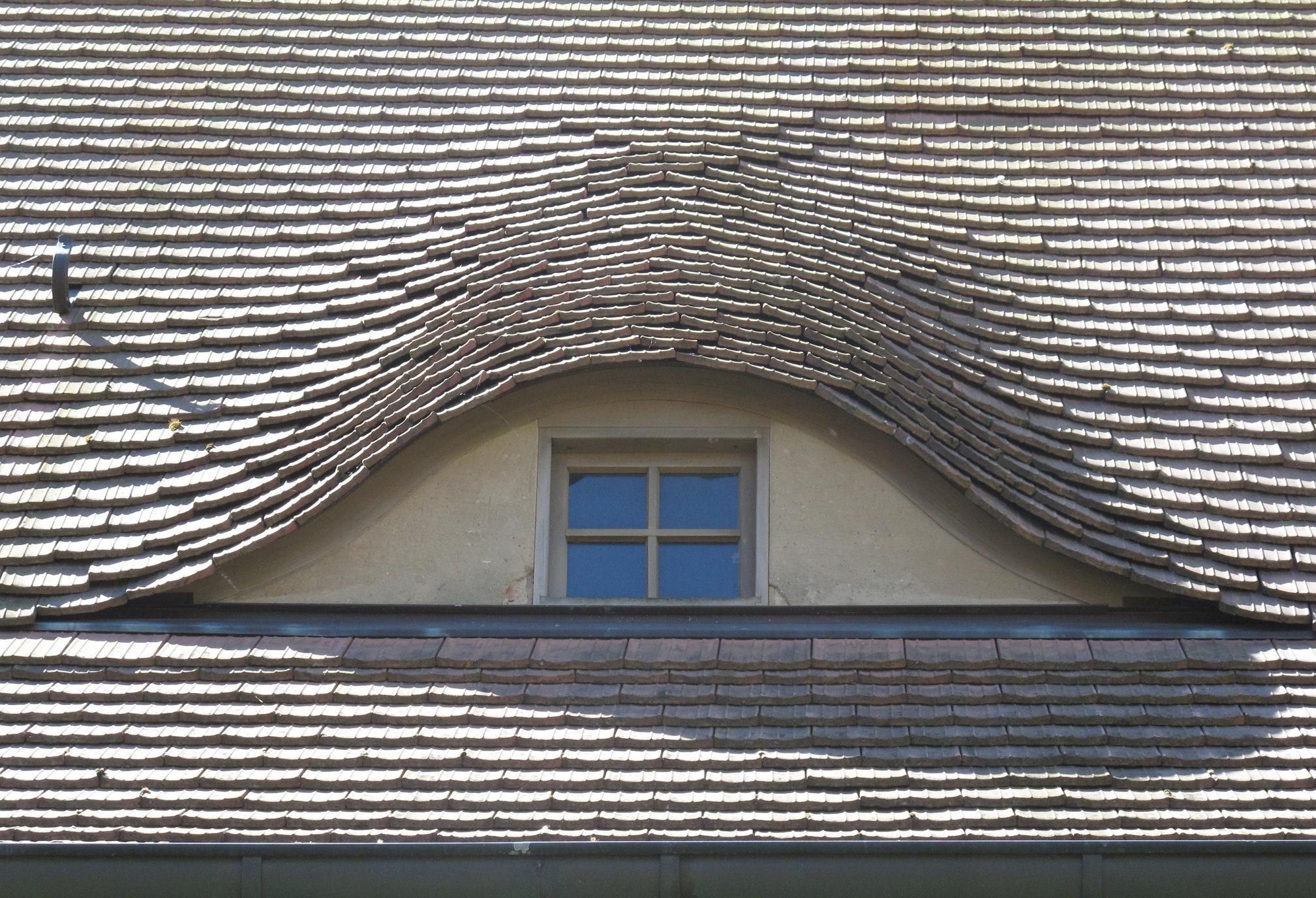
Fledermausgaube (Dorfkirche Wildenbruch)
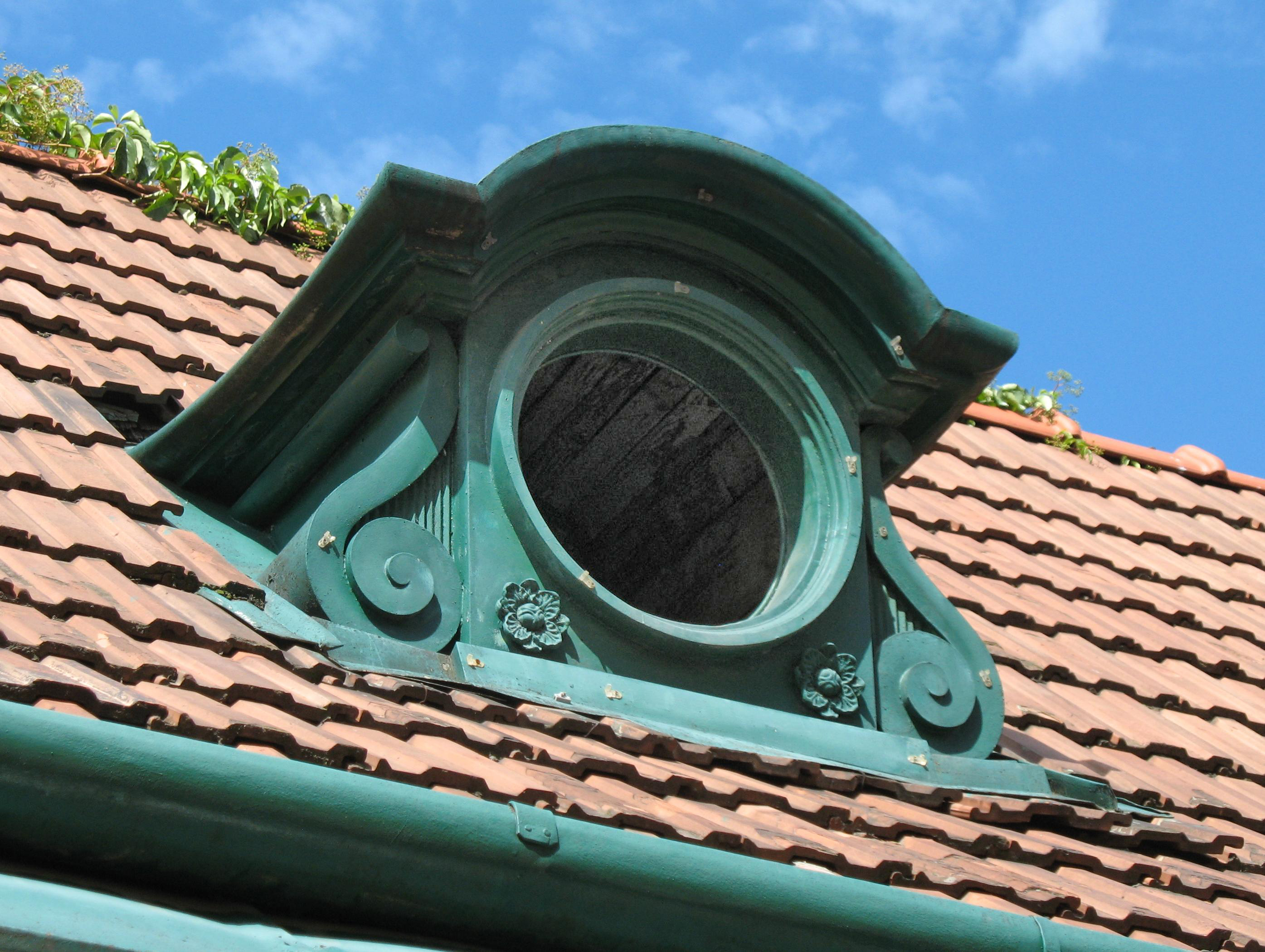
Neubarocke Gaube in Ochsenaugen-Form, an der ehemaligen Gaststätte „Hietzinger Heuriger“, Hietzing (Wien)
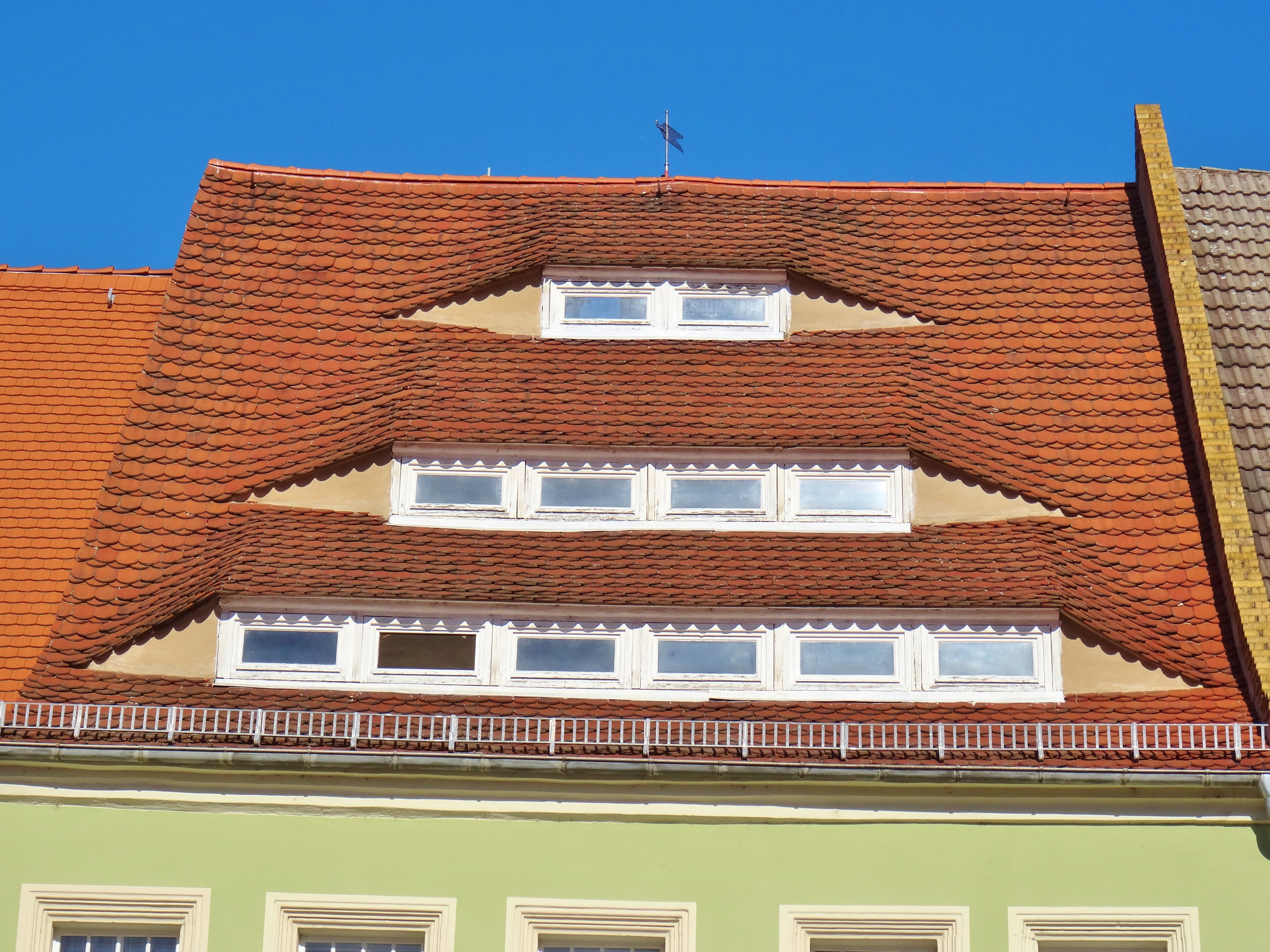
Historische Hechtgauben (Pirna)

## Moderne Gauben
Moderne Gauben übernehmen viele traditionelle Formen, nutzen aber auch die neuen Möglichkeiten des Stahlbaus und der Verglasung. Während in historischen Dachgauben nur die parallel zu First und Dachtraufe liegende Stirnseite verglast war, werden heute vereinzelt auch die (in der Regel senkrechten) Gaubenwangen und manchmal zudem das Dach der Gaube verglast.

Moderne Gauben
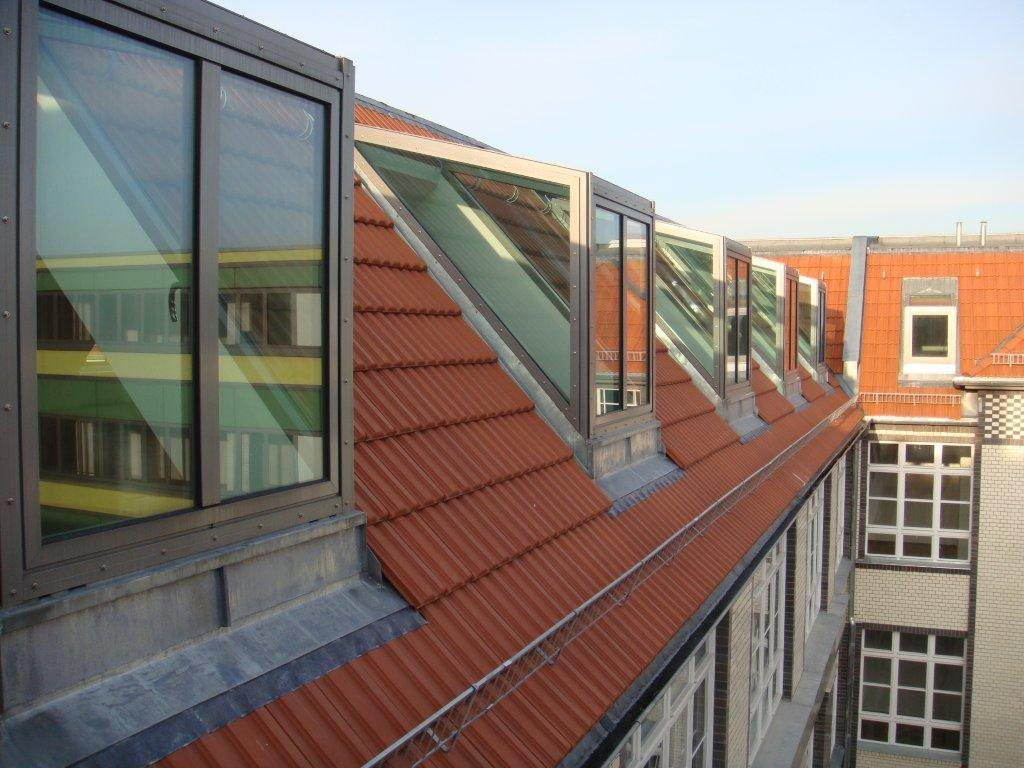
Moderne Schleppgaube mit verglasten Wangen, Wohnhaus in Berlin
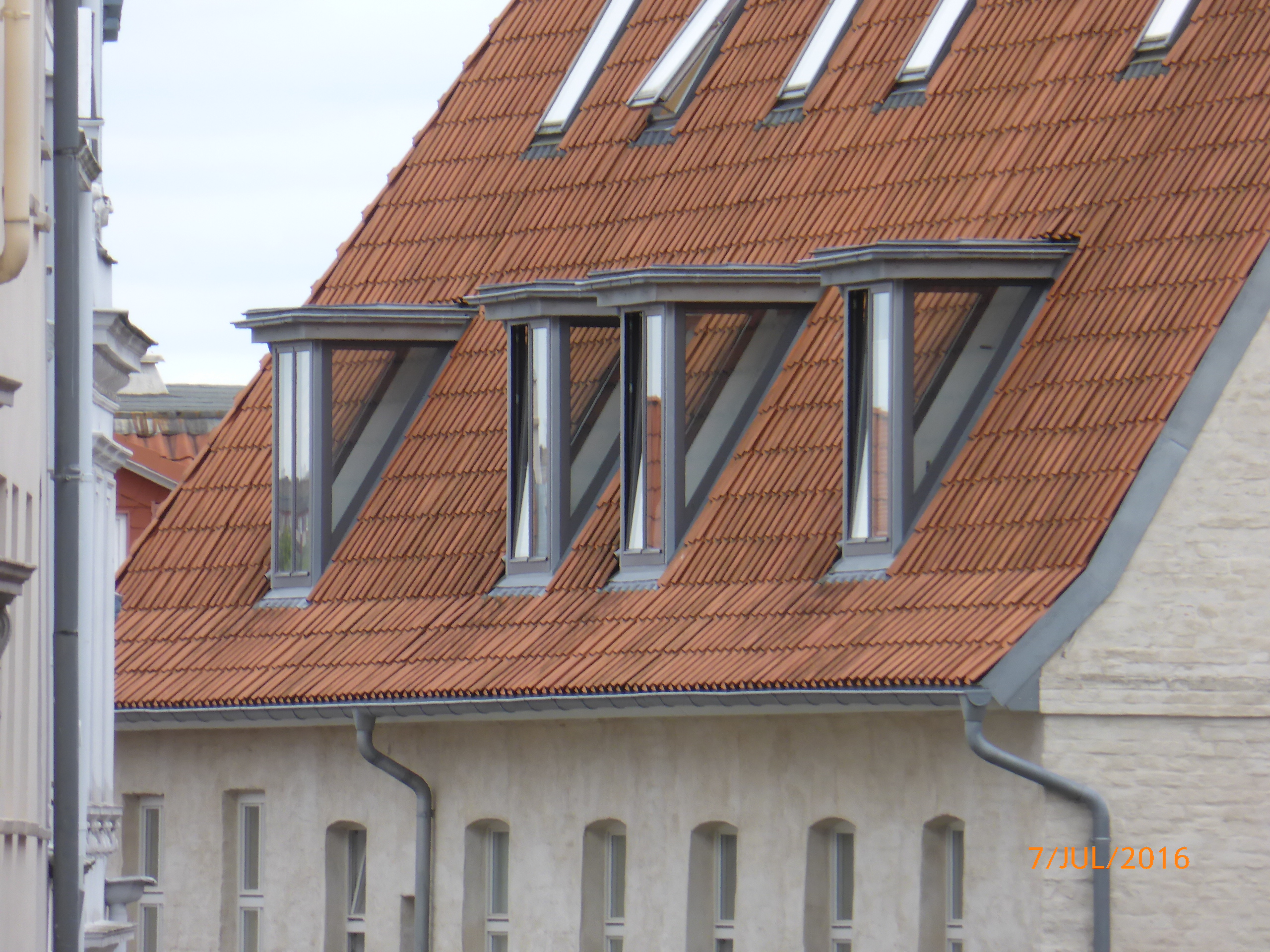
Verglaste Gauben in Lübeck
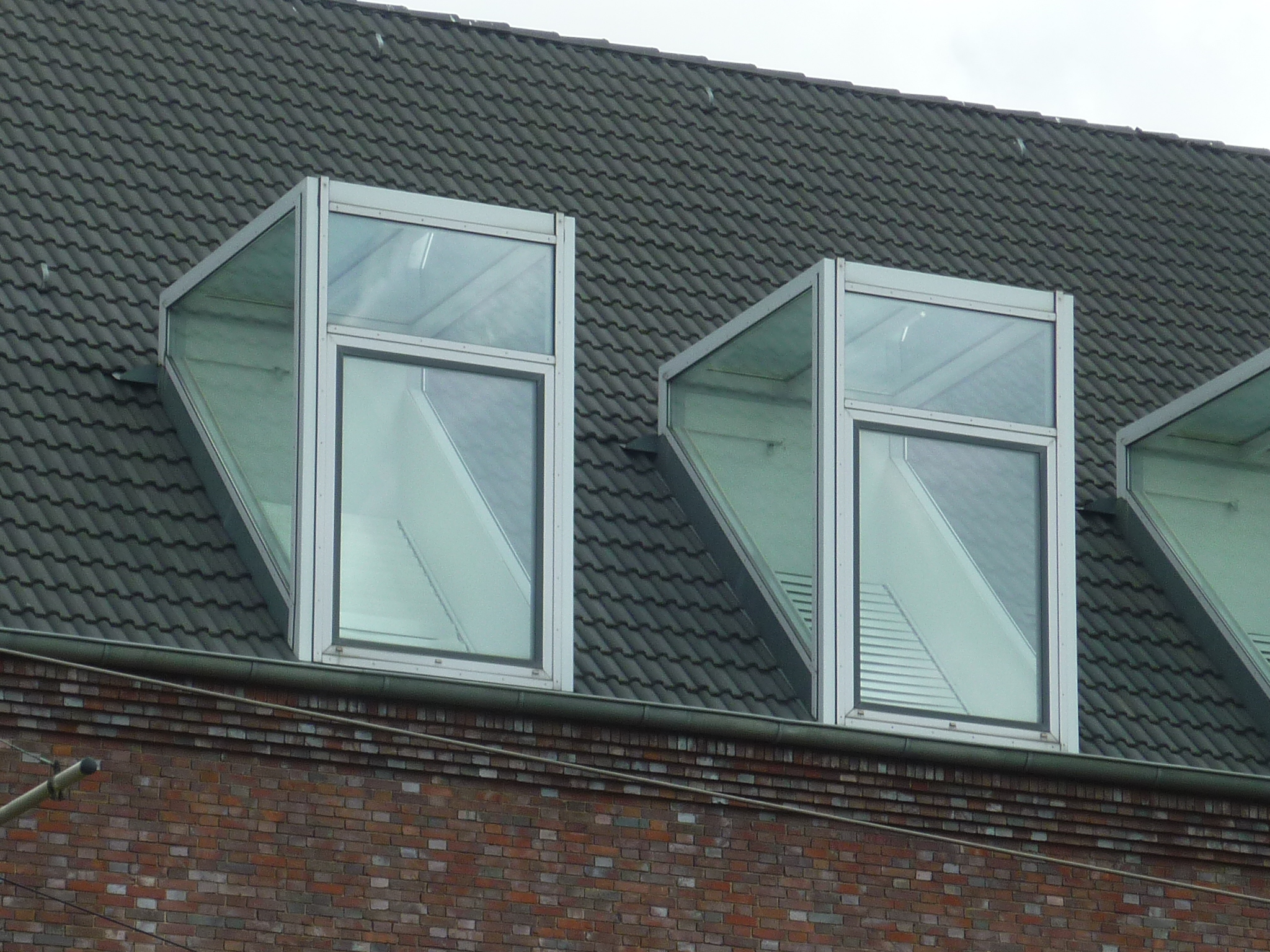
Vollverglaste Gauben (Brandenburg an der Havel)
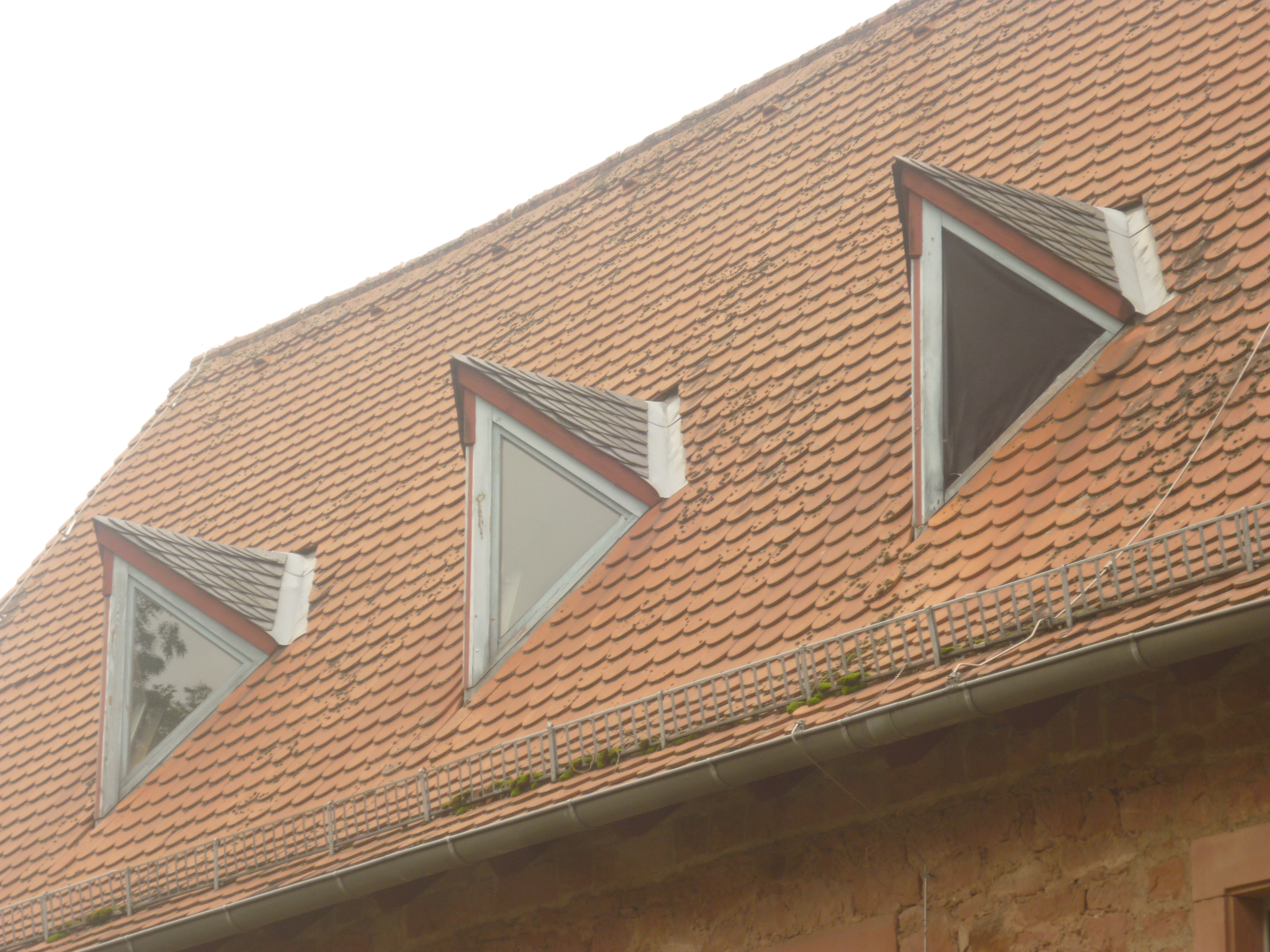
Moderne und formal neuartige Dreiecksgauben in Büdingen
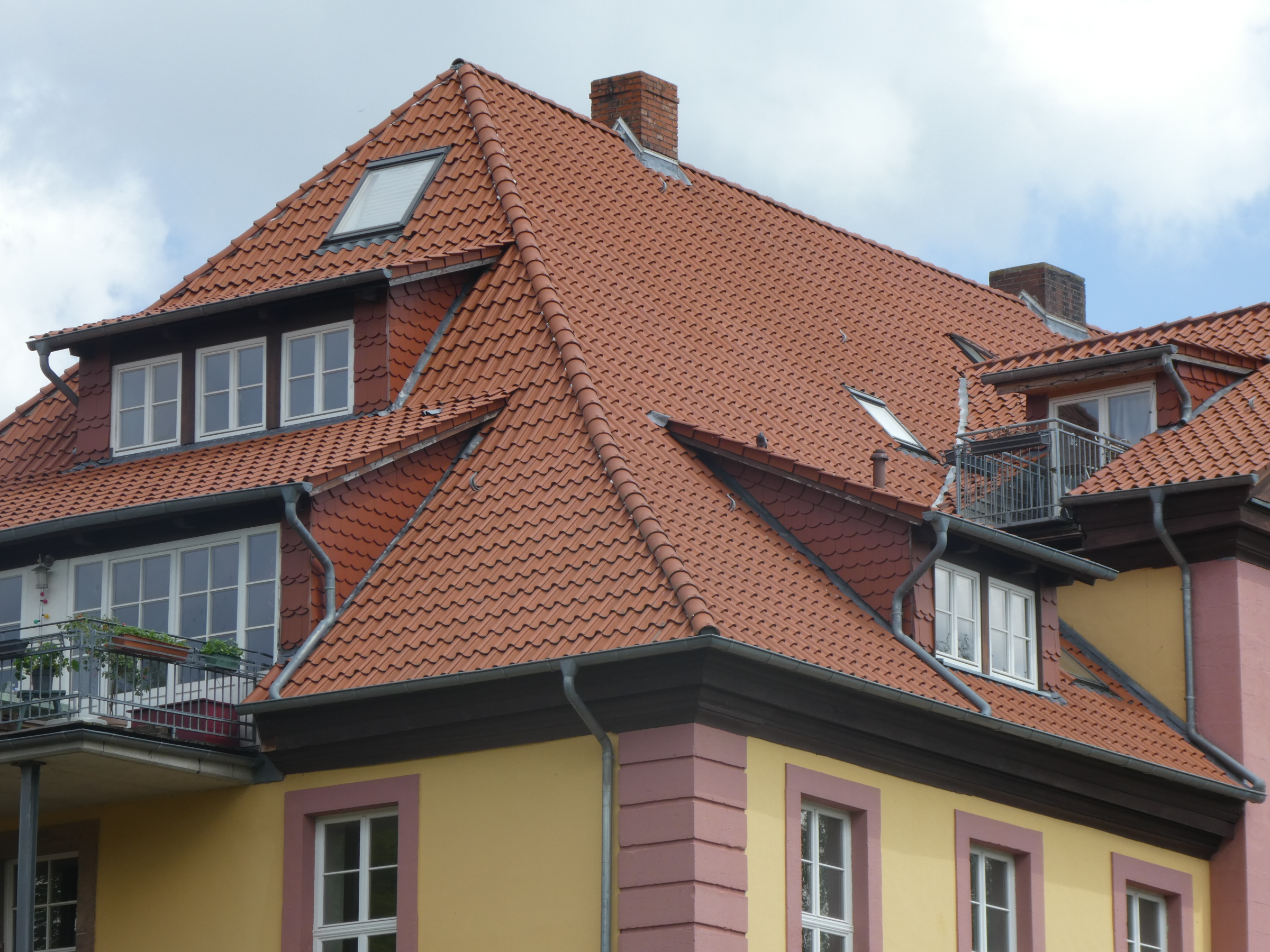
Ansammlung traditionell gestalteter Schleppgauben in Folge modernen Dachausbaus (Klostergut Weende)

## Unterscheidung Gaube/Zwerchhaus

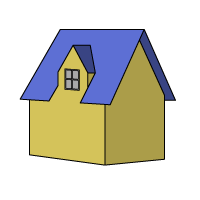
Zwerchhaus mit Zwerchdach

Ein Zwerchhaus ist ein Dachaufbau, der ein eigenes quer (= „zwerch“) zum Hauptdach liegendes Dach aufweist. Im Gegensatz zur Gaube schließt sein Giebel mit der Hauswand ab und kann auch mehrgeschossig ausgeführt sein. Der First des Zwerchhauses ist nicht bis zum First des Hauptdaches hochgezogen; dadurch unterscheidet sich das Zwerchdach vom Kreuzdach. Das Zwerchdach kann sowohl ein Satteldach als auch Flach-, Walm-, Pult- oder Tonnendach sein. Andere Bezeichnungen für ein Zwerchhaus sind Zwerghaus und Dacherker.
Der Zwerchgiebel ist ein quer zum Giebel des Hauptdaches ausgerichteter Giebel. Er kann den Abschluss eines Zwerchhauses bilden oder als eigenständiger Bauteil auftreten. Der eigenständige Zwerchgiebel besitzt keinen Geschossaufbau und schließt unmittelbar an die Traufe an.
Eine Gaube sitzt im Gegensatz zum Zwerchhaus hinter der Außenwand auf den Sparren. Im Einzelfall kann es schwierig sein, eine klare Unterscheidung zwischen Gaube und Zwerchhaus zu treffen. Der Unterschied lässt sich jedoch konstruktiv ableiten. Das öffentliche Baurecht einiger Länder setzt die Unterscheidung – z. B. bei der Abstandsflächenberechnung – fest.

Zwerchhäuser
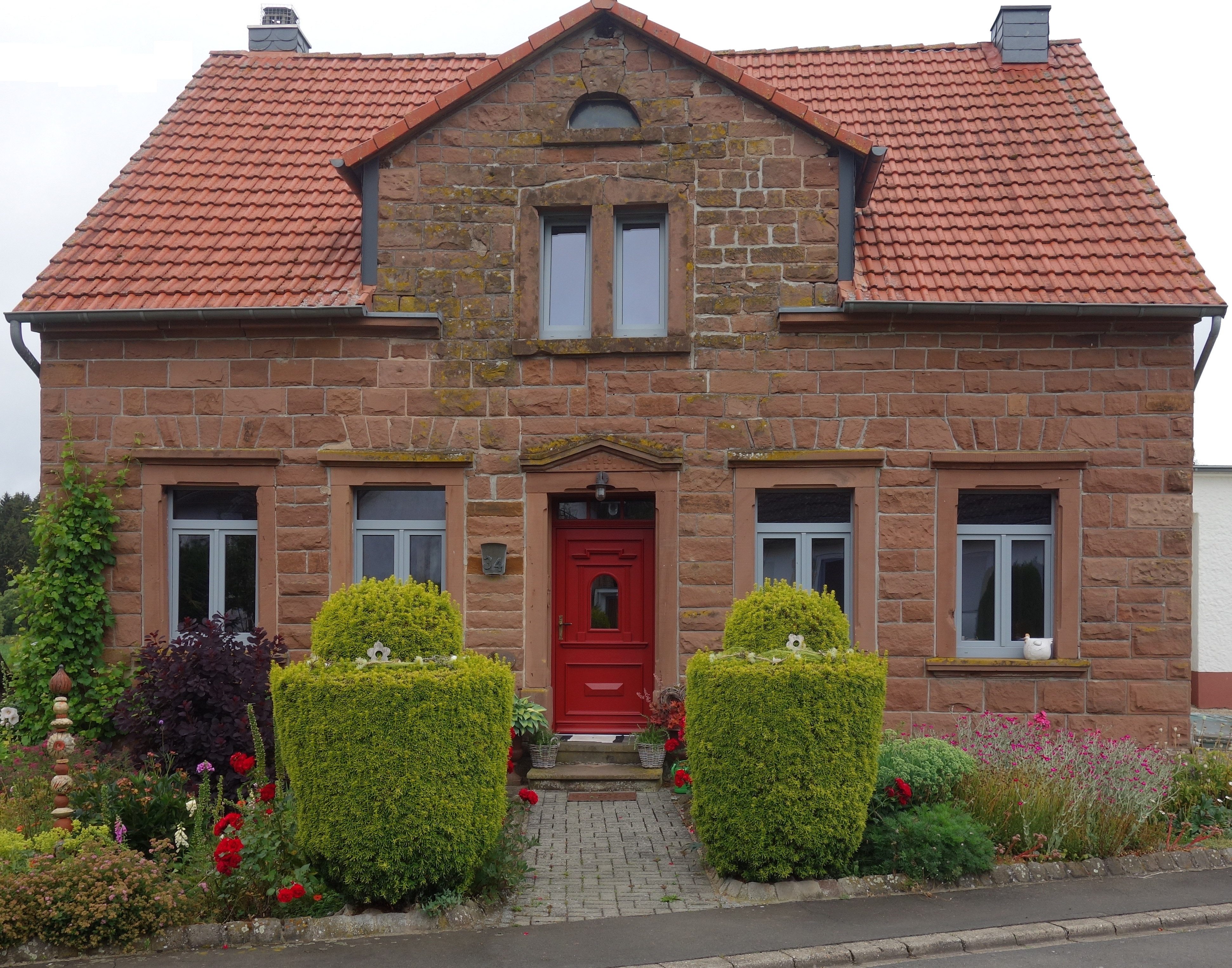
Zwerchhaus
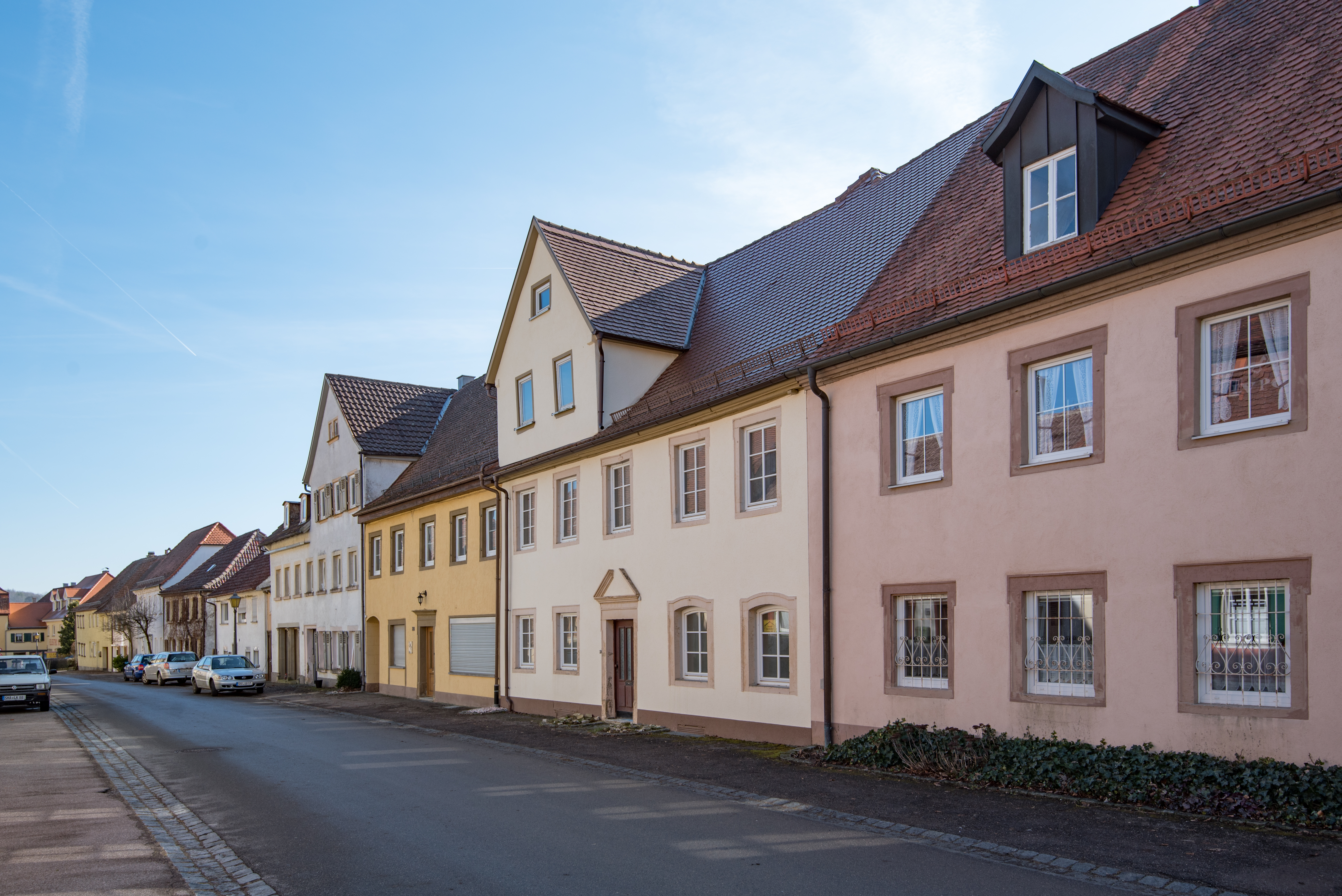
Zwei Zwerchhäuser in der barocken Altstadt Bartenstein (Baden-Württemberg), ganz rechts dagegen eine typische Gaube
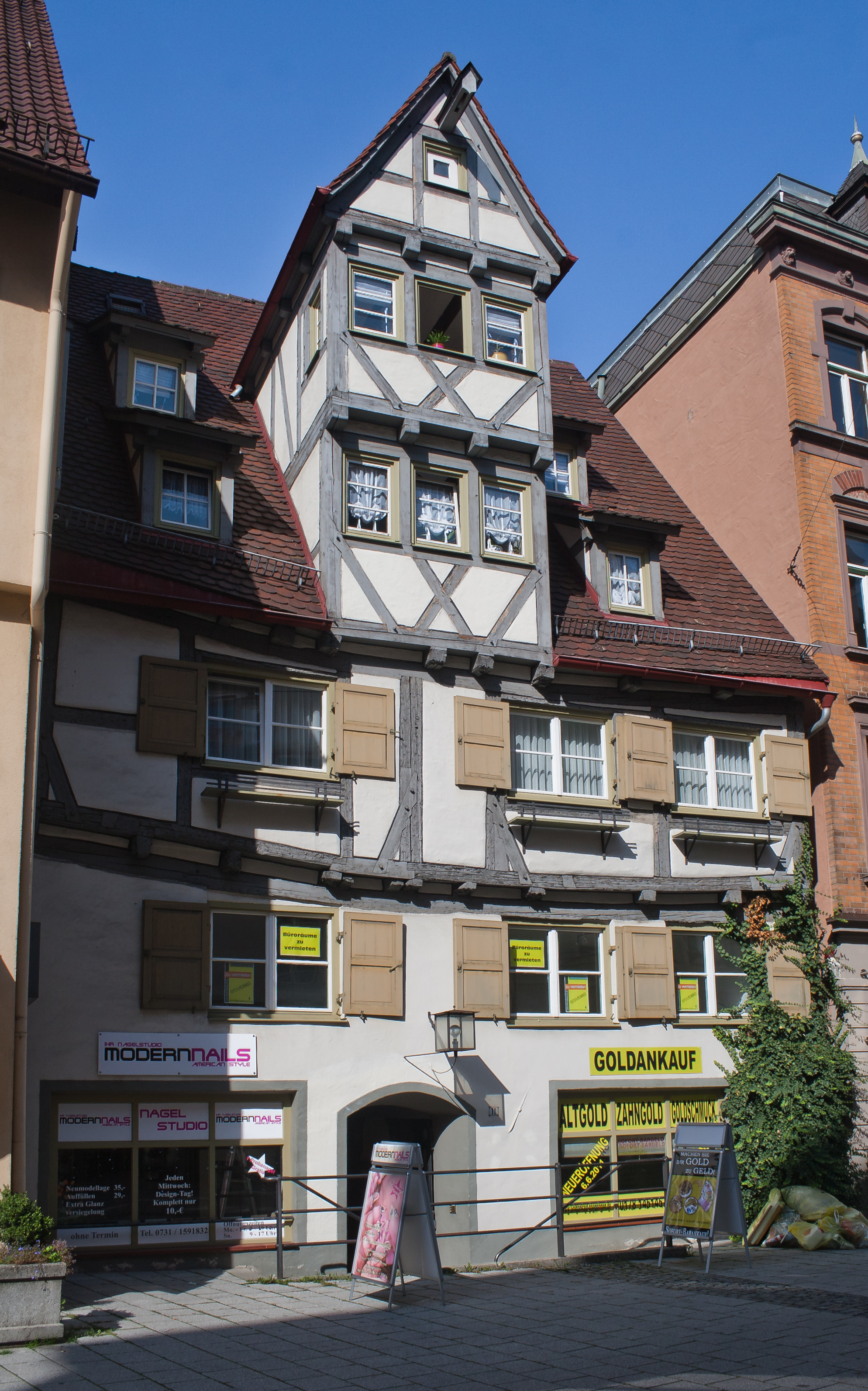
Mehrgeschossiges Zwerchhaus (Ulm, Deutschland)
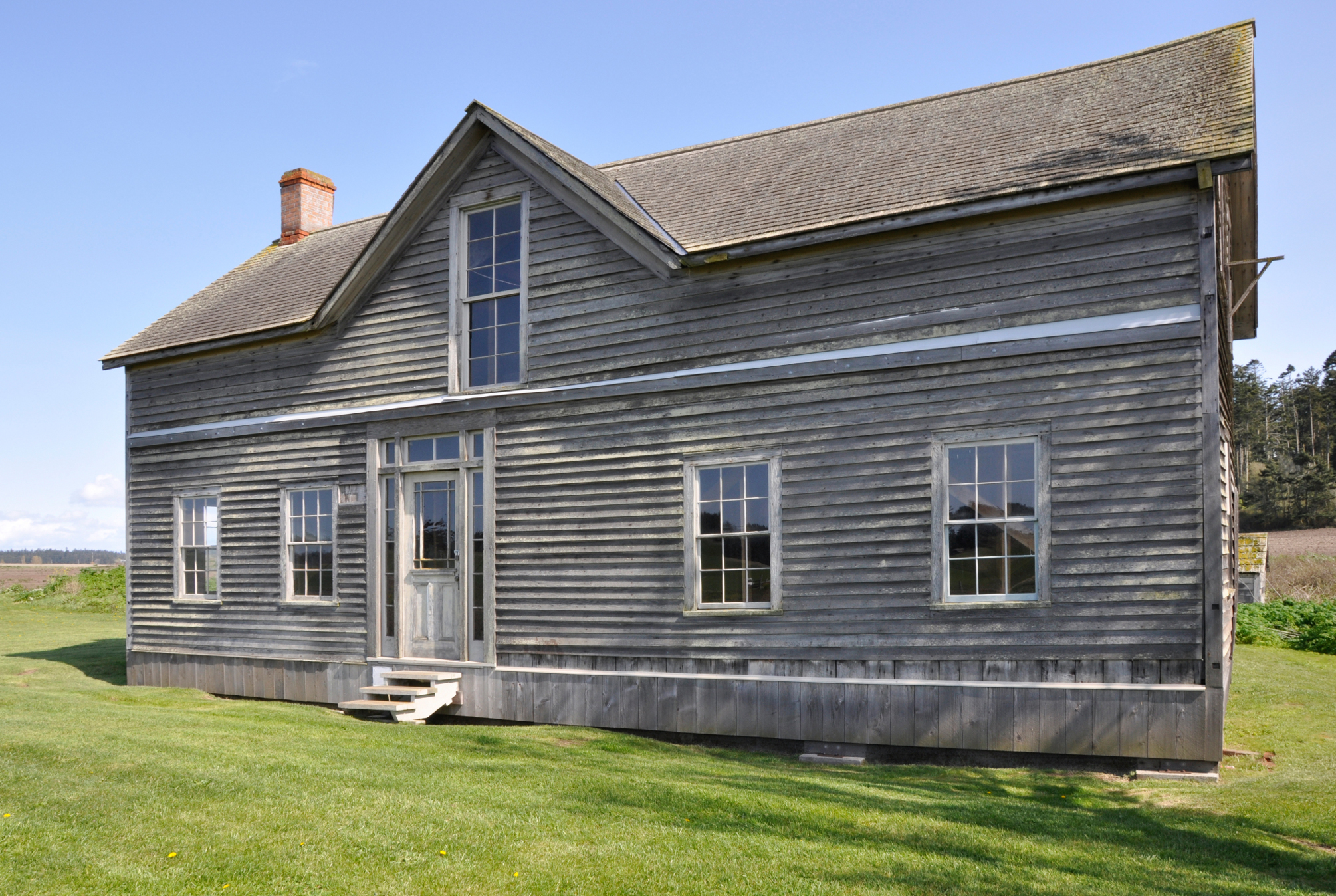
Zwerchgiebel am Ferry House, Ebey’s Landing (US-Bundesstaat Washington)
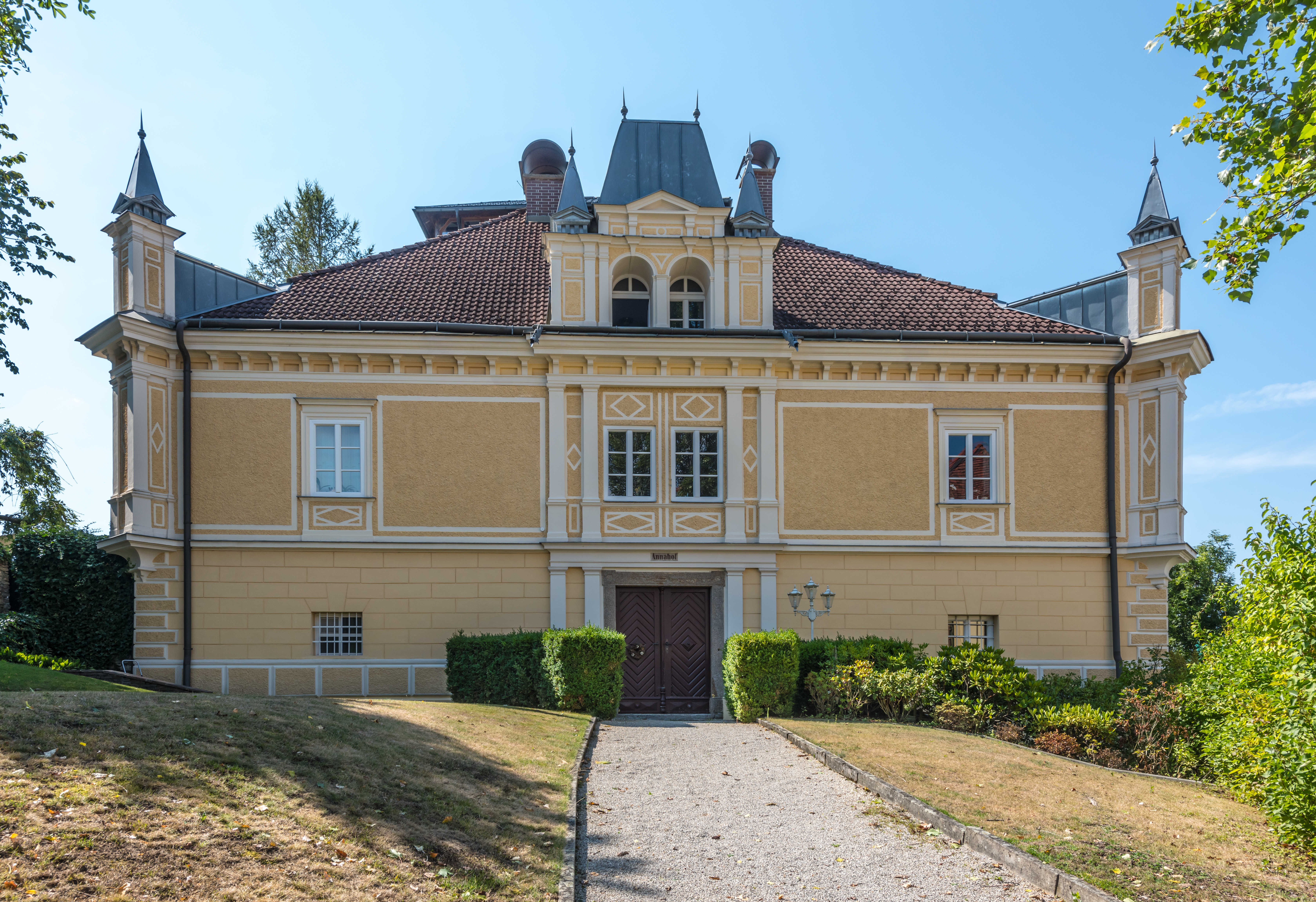
Zwerchhaus Annahof in Althofen, Kärnten, Österreich
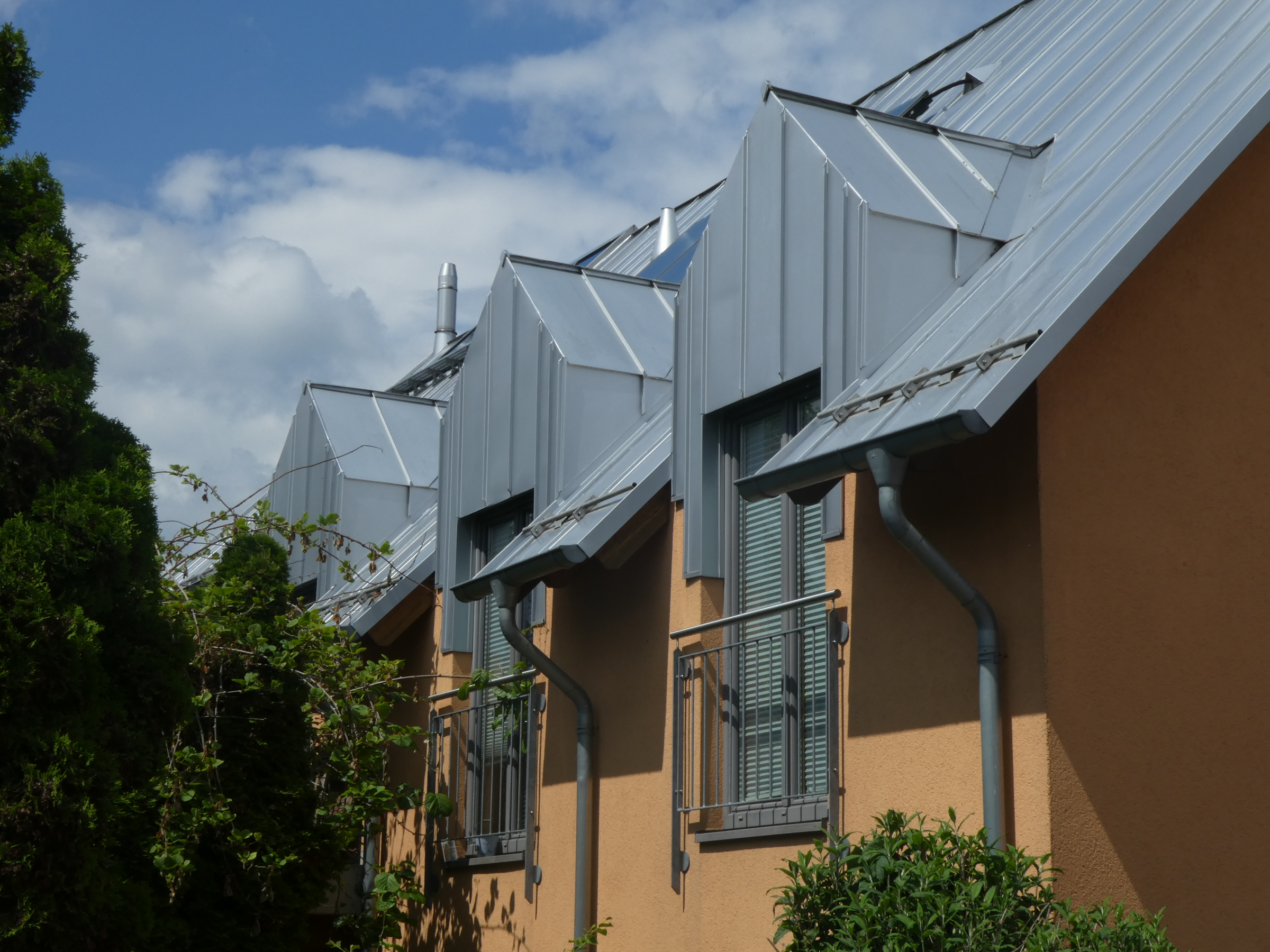
Moderne Zwerchhäuser infolge geschossübergreifender Innenräume